# Vitis yunnanensis
Vitis yunnanensis är en vinväxtart som beskrevs av Chao Luang Li. Vitis yunnanensis ingår i släktet vinsläktet, och familjen vinväxter. Inga underarter finns listade i Catalogue of Life.